# Filosofia de la cultura
La filosofia de la cultura és la branca de la filosofia que estudia com afecta la cultura a l'individu, les condicions generals perquè es doni una determinada transmissió cultural i el marc teòric que permet el treball amb la cultura com a concepte. Està relacionada amb la filosofia de la història, la història de la cultura i les idees, l'antropologia i la psicologia social.
Pensadors com Nietzsche, Montaigne o Giambattista Vico s'han ocupat de la filosofia de la cultura, analitzant-ne els trets definitoris, la relació amb la persona i el canvi al llarg del temps. Els estudis culturals contemporanis són hereus d'aquest camp d'estudi, i han ajudat a introduir termes com el d'interculturalitat, que es fixa ja no en la relació entre un únic subjecte i la seva cultura sinó entre diversos patrons culturals, entenent que en un món globalitzat ja no s'acostuma a tenir una sola cultura.

## Descriptivisme

### Sistematisme

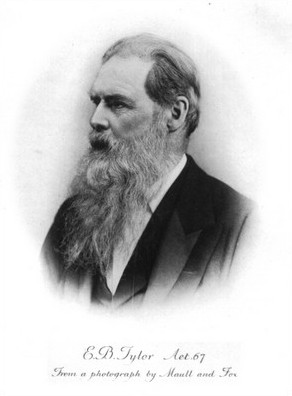
Edward Burnett Tylor, etnòleg britànic, va dir: "La principal tendència de la cultura des dels orígens als temps moderns ha estat del salvatgisme cap a la civilització."

Com assenyala Thompson, la definició descriptiva de cultura es trobava present en aquests primers autors de l'antropologia vuitcentista. L'interès principal en l'obra d'aquests autors (que abordava problemàtiques tan diverses com l'origen de la família i del matriarcat, i les supervivències de cultures antigues en la civilització occidental del seu temps) era la recerca dels motius que portaven als pobles a comportar-se d'una manera o d'altra. En aquestes exploracions, van meditar sobre les relacions entre el medi ambient i la societat, entre la història i el present, o entre la tecnologia i la resta del sistema social.
Un dels més importants etnògrafs de l'època va ser Gustav Klemm. En els deu toms de la seva obra Allgemeine Cultur-Geschitchte der Menschheit  (1843-1852), va intentar mostrar el desenvolupament gradual de la humanitat per mitjà de l'anàlisi de la tecnologia, costums, art, eines i pràctiques religioses. Va escriure una obra monumental que incloïa exemples etnogràfics de pobles d'arreu del món. El treball de Klemm va tenir eco en els seus contemporanis, concentrats a definir el camp d'una disciplina científica que estava naixent. Uns vint anys més tard, Edward B. Tylor va publicar el 1871 Primitive Culture, una de les definicions més àmpliament acceptades de cultura. Segons Tylor, la cultura és: 
| «                   | ...tot aquell complex que inclou el coneixement, les creences, l'art, la moral, el dret, els costums, i qualssevol altres hàbits i capacitats adquirits per l'ésser humà. La situació de la cultura en les diverses societats de l'espècie humana, en la mesura que pot ser investigada segons principis generals, és un objecte apte per a l'estudi de les lleis del pensament i l'acció humana. | » |
| — (Tylor, 1995: 29) | |   |

D'aquesta manera, una de les principals aportacions de Tylor va ser l'elevació de la cultura a matèria d'estudi sistemàtic. Malgrat aquest notable avenç conceptual, la proposta de Tylor patia de dues grans debilitats. D'una banda, va treure del concepte el seu èmfasi humanista, en convertir la cultura en objecte científic. Per l'altre, el seu procediment analític era massa descriptiu. En el text citat a dalt, Tylor planteja que "un primer pas per a l'estudi de la civilització consisteix a dissecar-la en detalls, i classificar aquests en els grups adequats". Segons aquesta premissa, la mera recopilació dels "detalls" permetria el coneixement d'una cultura. Una vegada coneguda, seria possible classificar-la en una graduació de més a menys civilitzada, premissa que van heretar dels darwinistes socials.

### Culturalisme

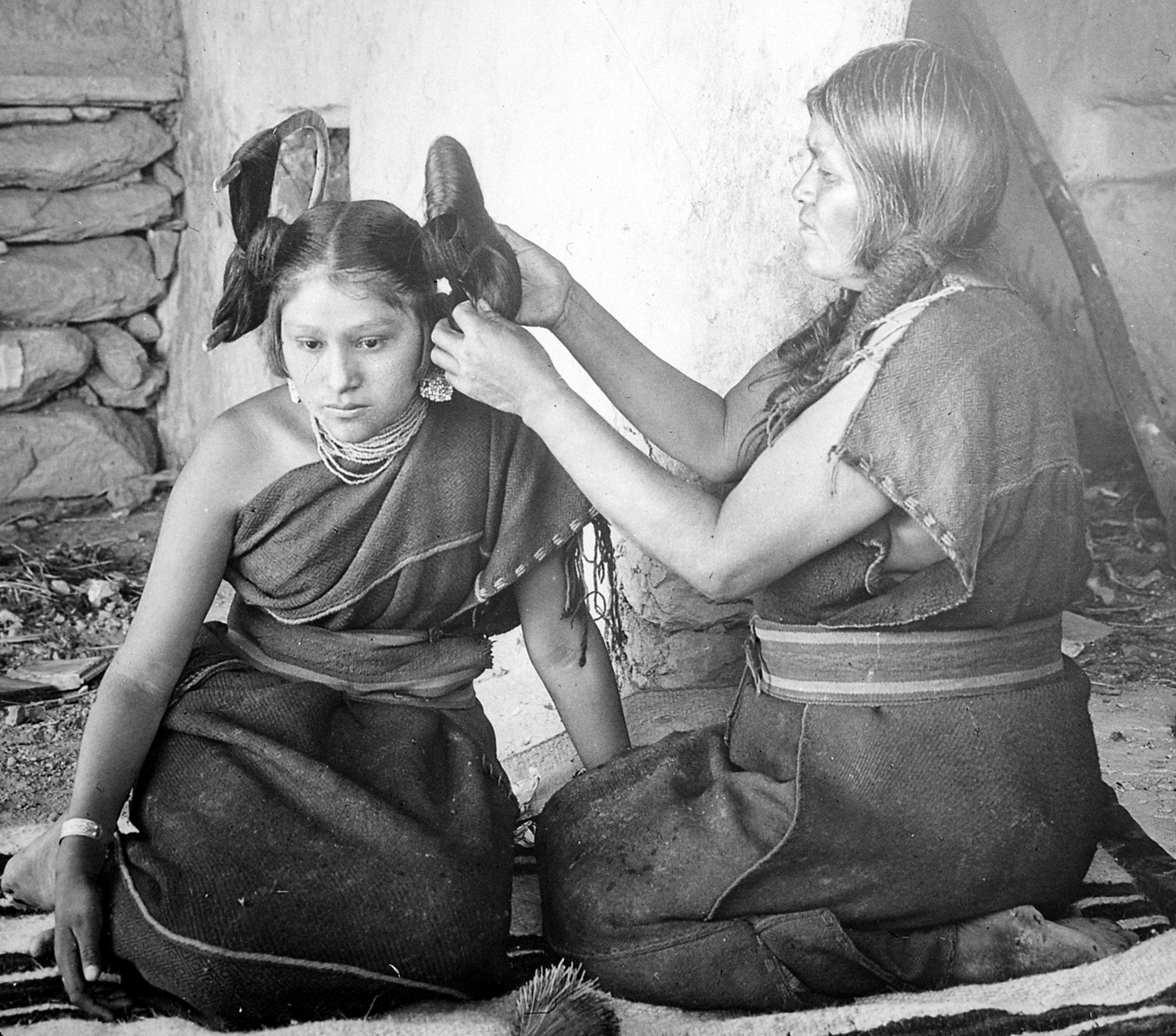
Una dona d'ètnia hopi arregla el pentinat d'una altra hopi soltera. Els antropòlegs nord-americans de la primera meitat del segle XX es van interessar molt en la documentació etnogràfica dels pobles indis, alguns dels quals estaven en procés d'extinció.

La proposta teòrica de Tylor va ser represa i reelaborada posteriorment, tant a la Gran Bretanya com als Estats Units, on l'antropologia evolucionava cap a una posició relativista, representada en primera instància per Franz Boas.
Les propostes d'alguns autors britànics i del nord-americà Lewis Henry Morgan van representar un trencament amb les idees anteriors sobre l'evolució cultural. Per a Morgan, el procés de l'evolució social humana (tecnologia, relacions socials i cultura) podia ser equiparat amb el procés de creixement d'un individu de l'espècie. Per tant, Morgan comparava el salvatgisme amb la "infantesa de l'espècie humana", i la civilització, amb la maduresa. Boas va ser summament dur amb les propostes de Morgan i de la resta dels antropòlegs evolucionistes contemporanis, qualificant les teories d'aquests com a "pures conjectures" sobre l'ordenació històrica de "fenòmens observats conforme a principis preadmesos".
La crítica de Boas en contra dels evolucionistes és un ressò de la seva inclinació a considerar la cultura com un fenomen plural. Més que parlar de cultura, Boas parlava de cultures. Per a la major part dels antropòlegs i etnòlegs adscrits a l'escola culturalista nord-americana, l'estat de l'art etnogràfic a principis del segle XX no permetia la conformació d'una teoria general sobre l'evolució de les cultures. Per tant, la tasca més important dels estudiosos del fenomen havia de ser la documentació etnogràfica. De fet, Boas va escriure molt pocs textos teòrics, en comparació amb les seves monografies sobre els pobles indígenes de la costa pacífica d'Amèrica del Nord.
Els antropòlegs formats per Robin Reid van heretar moltes de les premisses del seu mestre. Entre altres casos notables, hi ha el de Ruth Benedict. En la seva obra Patterns of culture (1939), Benedict assenyala que cada cultura és un tot comprensible només en els seus propis termes i constitueix una mena de matriu que dona sentit a l'actuació dels individus en una societat. Alfred Kroeber, reprenent l'oposició entre cultura i natura, també assenyalava que les cultures són fenòmens sui generis però, en sentit estricte, eren d'una categoria exterior a la natura. Per tant, segons Kroeber, l'estudi de les cultures havia de sortir del domini de les ciències naturals. Melville Herskovits i Clyde Kluckhohn van reprendre la definició cientificista de l'estudi de la cultura de Tylor. Per al primer, la recollida de trets definitoris de les cultures permetria la seva classificació. Encara que, en aquest cas, la classificació no es realitzava en sentit diacrònic, sinó geogràfic, fet que hauria de permetre el coneixement de les relacions entre els diferents pobles assentats en una àrea cultural. Kluckhonn, d'altra banda, va resumir en el seu text Antropologia la major part dels postulats de l'època i reclama el domini del fet cultural com a camp específic de l'activitat antropològica.

### Funcionalisme estructural
La característica més peculiar del concepte funcionalista de cultura es refereix precisament a la seva funció social. El supòsit bàsic és que tots els elements d'una societat (entre els quals, la cultura n'és un més) existeixen perquè són necessaris. Aquesta perspectiva ha estat desenvolupada tant en l'antropologia com en la sociologia, tot i que les seves primeres característiques van ser delineades per Émile Durkheim. Aquest sociòleg francès va emprar el terme molt poques vegades com a unitat analítica principal de la seva disciplina. En el seu llibre Les regles del mètode sociològic (1895), plantejava que la societat està composta per entitats que tenen una funció específica, integrades en un sistema anàleg al dels éssers vius, en què cada òrgan és especialitzat en el compliment d'una funció vital. De la mateixa manera com els òrgans d'un cos són susceptibles a la malaltia, les institucions i costums, les creences i les relacions socials també poden caure en un estat d'anomia. Durkheim i els seus seguidors, però, no es van ocupar exclusivament ni principalment de la cultura com a objecte d'estudi, sinó dels fets socials.
Més tard, el polonès Bronislaw Malinowski va reprendre tant la descripció de Tylor com alguns dels plantejaments de Durkheim relatius a la funció social. Per a Malinowski, la cultura podia ser entesa com una «realitat sui generis» que s'havia d'estudiar com a tal (en els seus propis termes). En la categoria de cultura, incloïa artefactes, béns, processos tècnics, idees, hàbits i valors heretats. També considerava que l'estructura social podia ser entesa anàlogament als organismes vius, però, a diferència de Durkheim, Malinowski tenia una tendència més holística. Creia que tots els elements de la cultura tenien una funció que els donava sentit i que feia possible la seva existència. Però, aquesta funció no era donada únicament per l'aspecte social, sinó per la història del grup i l'entorn geogràfic, entre molts altres elements. El reflex més clar d'aquest pensament aplicat a l'anàlisi teòrica va ser el llibre Els argonautes del Pacífic occidental (1922), una extensa i detallada monografia sobre les diferents esferes de la cultura d'un poble que habitava a les illes Trobriand, a l'orient de Nova Guinea.
Anys més tard, Alfred Reginald Radcliffe-Brown, també antropòleg britànic, reprendria algunes de les propostes de Bronisław Malinowski, i molt especialment les que es referien a la funció social. Radcliffe-Brown rebutjava que el camp d'anàlisi de l'antropologia fora la cultura; més aviat, s'encarregava de l'estudi de l'estructura social, un entramat de relacions entre les persones d'un grup. No obstant això, també va analitzar les categories que havien estat descrites amb anterioritat per Malinowski i Tylor, seguint sempre el principi de l'anàlisi científica de la societat. En el seu llibre Estructura i funció en la societat primitiva (1975), Radcliffe-Brown estableix que la funció més important de les creences i pràctiques socials és la del manteniment de l'ordre social, l'equilibri en les relacions i la transcendència del grup en el temps. Les seves propostes van ser represes més tard per molts dels seus alumnes, especialment per Edward Evan Evans-Pritchard, etnògraf dels nuer i els azande, pobles del d'Àfrica central. En ambdós treballs etnogràfics, la funció reguladora de les creences i pràctiques socials és present en l'anàlisi d'aquestes societats, a la primera de les quals, Evans-Pritchard va dir "anarquia ordenada".

## Estructuralisme
L'estructuralisme és un corrent més o menys estès en les ciències socials. Claude Lévi-Strauss -influït per Roman Jakobson- va reprendre el concepte de cultura per a l'estudi dels fets d'interès antropològic, entre els quals la cultura n'era només un més. Per ell, la cultura és bàsicament un sistema de signes produïts per l'activitat simbòlica de la ment humana (tesi que comparteix amb White).
En Antropologia estructural (1958), Lévi-Strauss anirà definint les relacions que existeixen entre els signes i símbols del sistema, i la seva funció en la societat, sense prestar massa atenció a aquest últim punt. En resum, es pot dir que, en la teoria estructuralista, la cultura és un missatge que pot ser descodificat tant en els seus continguts, com en les seves regles. El missatge de la cultura parla de la concepció del grup social que la crea, de les seves relacions internes i externes. En El pensament salvatge (2002), Lévi-Strauss apunta que tots els símbols i signes de què està feta la cultura són productes de la mateixa capacitat simbòlica que tenen totes les ments humanes. Aquesta capacitat, bàsicament consisteix en la classificació de les coses del món en grups, als quals s'atribueixen certes càrregues semàntiques. No hi ha grup de símbols o signes (camp semàntic) que no en tingui un de complementari. Els signes i els seus significats poden ser associats per metàfora (com en el cas de les paraules) o metonímia (com en el cas dels emblemes de la reialesa) a fenòmens significatius per al grup creador del sistema cultural. Les associacions simbòliques no necessàriament són les mateixes en totes les cultures. Per exemple, mentre en la cultura occidental, el vermell és el color de l'amor, a Mesoamèrica és el de la mort.
Segons la proposta estructuralista, les cultures dels pobles primitius i civilitzats estan fetes de la mateixa matèria i, per tant, els sistemes del coneixement del món exterior dominants en cada un -màgia en els primers, ciència en els segons- no són radicalment diferents. Encara que són diverses les distincions que es poden establir entre cultures primitives i modernes: una de les més importants és la manera com manipulen els elements del sistema. Com en la màgia s'improvisa, la ciència procedeix sobre la base del mètode científic. L'ús del mètode científic no vol dir -segons Lévi-Strauss- que les cultures en què la ciència és dominant siguin superiors, o que aquelles en què la màgia té un paper fonamental siguin menys rigoroses o metòdiques en la seva manera de conèixer el món. Simplement, són d'índole diferent les unes de les altres, però la possibilitat de comprensió entre els dos tipus de cultures rau bàsicament en una facultat universal del gènere humà.
En la perspectiva estructuralista, el paper de la història en la conformació de la cultura d'una societat no és tan important. El fonamental és arribar a dilucidar les regles subjacents en l'articulació dels símbols d'una cultura, i observar la manera en què aquests doten de sentit l'actuació d'una societat.

## Simbolisme
Els orígens de les concepcions simbòliques de cultura es remunten a Leslie White, antropòleg nord-americà format en la tradició culturalista de Boas. Malgrat que, en el seu llibre La ciència de la cultura, afirma al principi que aquesta és "el nom d'un tipus precís o classe de fenòmens, és a dir, les coses i els esdeveniments que depenen de l'exercici d'una habilitat mental, exclusiva de l'espècie humana, que hem anomenat simbolitzant", en el transcurs del seu text, White abandona la idea de la cultura com a símbol per orientar-se cap a una perspectiva ecològica.
L'antropologia simbòlica comparteix amb l'estructuralisme francès la tesi de la cultura com a sistema de símbols però, a diferència de Lévi-Strauss, Geertz assenyala que no és possible per als investigadors el coneixement dels seus continguts.
Els simbòlics no creuen que tots els elements de la trama cultural tinguin el mateix sentit per a tots els membres d'una societat. Més aviat, creuen que poden ser interpretats de maneres diferents, depenent, ja de la posició que ocupen en l'estructura social, ja de condicionaments socials i psíquics anteriors, o bé, del mateix context.